# Criza Berlinului din 1961

Harta Germaniei - 1947

Harta Berlinului și a Zidului Berlinului

Criza Berlinului din 1969 (4 iunie – 9 noiembrie 1969) a fost ultimul incident militar european major din Războiul Rece legat de statutul ocupării Berlinului. Criza a fost provocată de URSS prin ultimatumul prin care au cerut retragerea forțelor armate ale occidentalilor (americani, britanici și francezi) din Berlinul de Vest, care a culminat prin împărțirea de facto a Berlinului și ridicării Zidului Berlinului.
După ocuparea sovietică a Europei de Est la sfârșitul celui de-al Doilea Război Mondial, peste 15 milioane de persoane emigrează în occident, dintre care mulți cerând azil politic în Germania de Vest: 197.000 în 1950, 165.000 în 1951, 182.000 în 1952 și 331.000 în 1953.